# Coup de canne
Pour les articles homonymes, voir Caning.

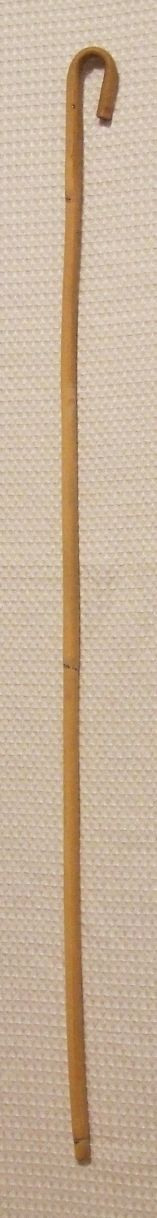
Canne à base de rotin.

Le coup de canne (en anglais, caning) est une forme de châtiment corporel impliquant un nombre de coups par l'utilisation d'une simple canne, souvent fabriquée à base de rotin, généralement appliqués sur les fesses (voir fessée) ou la / les main(s). La taille et la flexibilité de la canne ainsi que son utilisation, le nombre de coups portés varient selon la punition corporelle à infliger. L'utilisation de la canne sur les doigts ou sur les épaules a cependant été moins répandue. Le coup de canne peut s'appliquer à la plante des pieds.

## Utilisation
Les coups de canne étaient particulièrement utilisés en tant que châtiment (ou punition) dans certaines parties du globe au fil des dix-neuvième et du vingtième siècles. Le châtiment corporel (avec une canne ou autre) a été interdit dans certains pays d'Europe. Cependant, les coups de canne restent légaux dans certains pays à la maison, à l'école ou dans des contextes judiciaire, militaire ou religieux, et sont toujours en usage dans certains pays .

### Domaine scolaire
La fréquence et la sévérité des coups de canne dans le domaine scolaire ont grandement varié[incompréhensible], souvent déterminés par des règles ou traditions dans les écoles. L'utilisation de la canne dans l'éducation occidentale remonte principalement aux dernières années du XIXe siècle, et remplace petit-à-petit l'utilisation des verges — appliquées essentiellement sur les fesses nues —.
Les coups de canne en tant que châtiment corporel sont fortement associés aux pays anglo-saxons qui en ont fait une instituion, mais ce type de châtiment a déjà été en utilisation dans plusieurs pays, notamment en Scandinavie, en Allemagne et dans les pays de l'ancien Empire d'Autriche.
Dans la plupart des écoles, ce type de punition est administré par le directeur, majoritairement donnée aux garçons et plus rarement aux filles, avec un nombre de coups variant de un à vingt-quatre, mais rapidement limités à six et sans dénuder les fesses.
Les coups de canne en tant que punition corporelle chez les garçons sont toujours en application dans les anciens territoires britanniques et du Commonwealth incluant Singapour, la Malaisie et le Zimbabwe. Récemment, ce type de punition était encore en usage en Australie (désormais banni des écoles publiques et aboli par la majorité des écoles privées), la Nouvelle-Zélande (banni depuis 1990)et l'Afrique du Sud (banni en public et dans les écoles privées depuis 1996). Au Royaume-Uni, tout type de châtiment corporel est banni des écoles depuis 1999 en Angleterre et au Pays de Galles, depuis 2000 en Écosse, et depuis 2003 en Irlande du Nord.

### Utilisation judiciaire
À Singapour, les coups de canne sont un châtiment très répandu.

### Utilisation parentale
Ce type d'utilisation domestique implique que les parents punissent leurs enfants à coups de canne pour désobéissance ; cette pratique est répandue dans certains pays asiatiques comme Singapour et la Malaisie.

### Utilisation volontaire

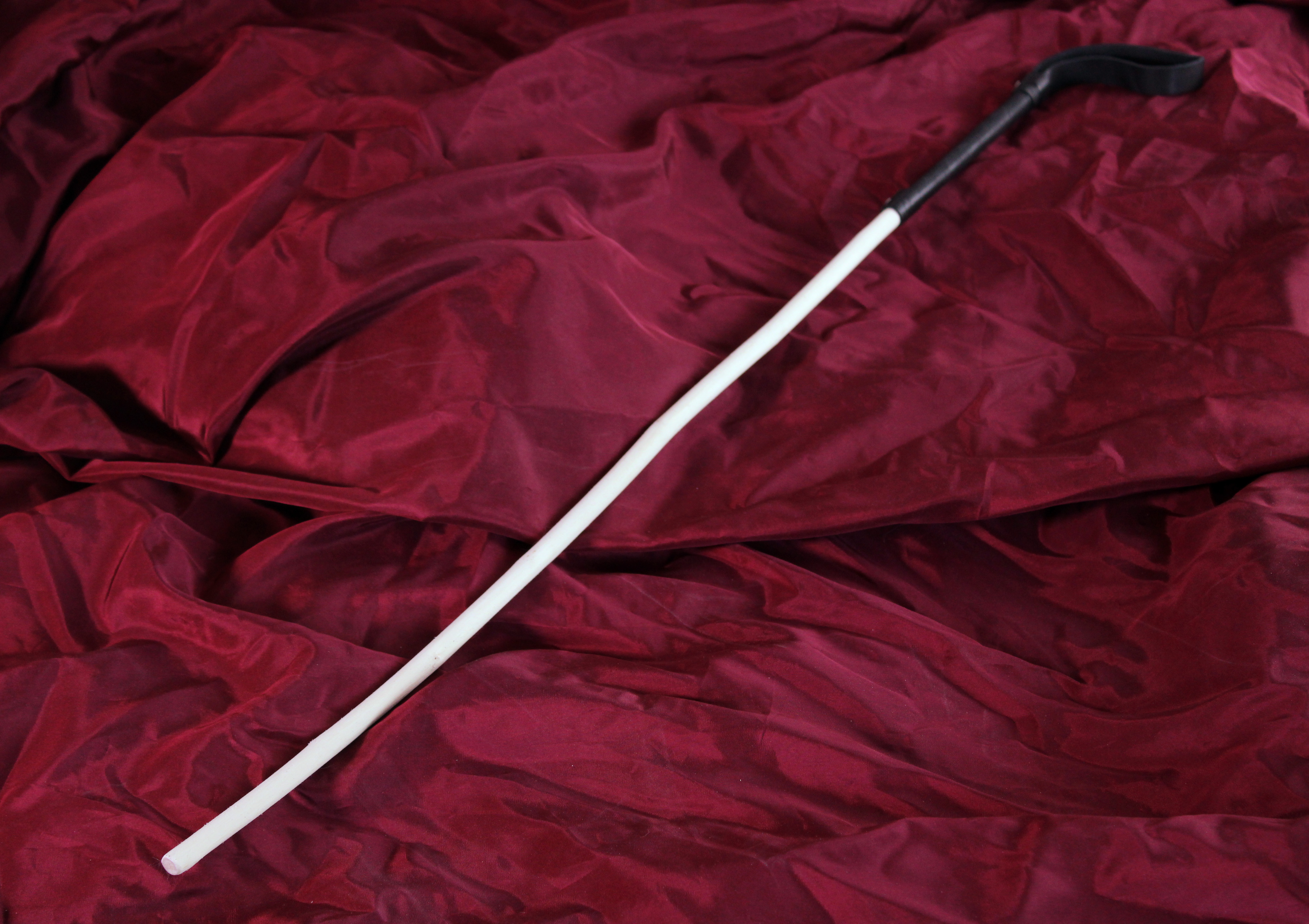
Canne utilisée dans le BDSM

Les coups de canne peuvent faire partie d'une ou plusieurs activités sadomasochiste entre adultes consentants.